# 科洛尼亚 (雅浦州)
科洛尼亚（英語：Colonia）是密克罗尼西亚联邦的雅浦州首府，位于雅浦岛，隶属于雅浦州拉尔市和韦洛伊市。在2010年人口普查中，共有3,126人。科洛尼亚有一个港口。
1885年，當雅浦岛还是西班牙的殖民地時，一個天主教传教团在科洛尼亚创立。加罗林群岛主教管区的总部玛丽天主教圣洁中心，位于科洛尼亚。